# Meriibre Heti
Meriibre Heti, znan tudi po Horovem imenu Meribtavi, je bil faraon Devete ali Desete egipčanske dinastije, ki je vladala v Prvem vmesnem obdobju.

## Vladanje
Nekateri znanstveniki so prepričani, da je bil Meriibre Heti ustanovitelj Devete dinastije. Bil je herakleopolski nomarh, ki je zbral dovolj moči, da se je razglasil za naslednika Šeste dinastije. Zgleda, da je z železno roko vladal okoliškim nomarhom. Pri zgodovinarju Manetonu je verjetno ravno zato postal neslavni vladar Ahtoes, ki je nazadnje zblaznel in so ga vrgli za hrano krokodilom.
Drugi egiptologi, kot je Jürgen von Beckerath, so prepričani, da je Meriibre Heti vladal proti koncu naslednje (Desete) dinastije, malo pred faraonom Merikarejem.
Zaradi neenotnih mnenj egiptologov je težko zanesljivo določiti datum njegovega vladanja. Če je bil resnično ustanovitelj Devete dinastije, bi se njegovo vladanje lahko začelo okoli leta 2160 pr. n. št. Če je pravilna druga trditev, bi se njegova vladavina začela približno stoletje kasneje.

## Dokazi
Ker ime Meriibre Hetija na Torinskem seznamu kraljev ni omenjeno, morda zato, ker ja papirus na tem mestu zelo poškodovan, je znan samo z nekaj predmetov: nekakšne bakrene košarice iz grobnice pri Abidosu, najdene skupaj s pisarjevo paleto z imenom faraona Merikareja, ki je zdaj razstavljena v pariškem Louvreju, ebenovinaste skrinjice iz Meirja, ki je zdaj v Kairskem muzeju (JE 42835), fragmenta slonokoščene skrinjice iz Lishta in nekaj drugih manjših najdb. Zaradi teh najdb je Meriibrejev kraljevski naziv med najpopolnejšimi od znanih vladarjev iz tega obdobja.